# Miloslav Schmidt

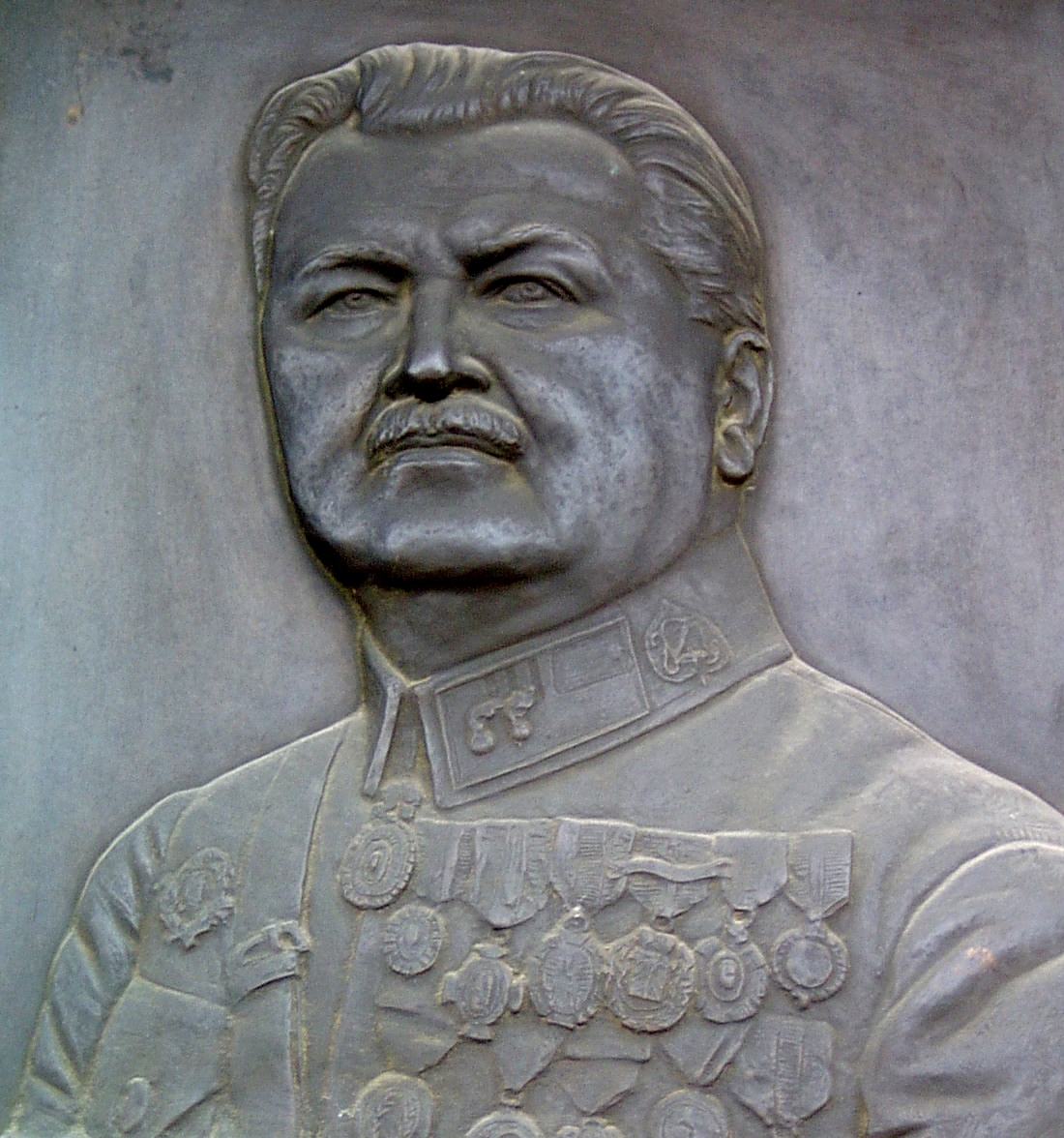
Miloslav Schmidt

Miloslav Schmidt (ur. 2 lutego 1881 w Mošovcach, zm. 8 maja 1934 w Martinie) – słowacki działacz narodowy i społeczny, organizator systemu ochotniczych straży pożarnych na Słowacji.
Miloslav Schmidt urodził się w rodzinie karczmarza i piekarza. Po ukończeniu szkoły w Kremnicy i odbyciu praktyki w rodzinnej piekarni stał się główną postacią rodzinnego przedsiębiorstwa. Jednocześnie rozpoczął działalność społeczną w dziedzinie kulturalno-oświatowej i narodowej. Po przeniesieniu się do Martina podjął działania zmierzające do zorganizowania systemu ochotniczych straży pożarnych na Słowacji. Aż do śmierci pełnił funkcję komendanta straży pożarnej w Martinie, był również komendantem krajowego związku straży pożarnych (słow. Zemská hasičská jednota), zrzeszającego wszystkie ochotnicze straże pożarne Słowacji. Dzięki jego zaangażowaniu doszło do organizacyjnego i prawnego umocowania systemu ochrony przeciwpożarowej na Słowacji.
Schmidt był członkiem Czechosłowackiego Stowarzyszenia Języka Esperanto (słow. Československé Združenie Esperanta). Miał również w swej biografii epizod filmowy: zagrał rolę grafa Révaya w filmie Jaroslava Siakeľa pt. Jánošík.
M. Schmidt został pochowany na Cmentarzu Narodowym w Martinie. Autorem pomnika na jego grobie jest Fraňo Štefunko.